# Adjarien
Adjarien eller Adsjarien (georgisk: აჭარა atj'ara) er en selvstyrende republik i Georgien. Hovedstaden er Batumi.
- Wikimedia Commons har flere filer relateret til Adjarien

41°39′N 42°00′Ø / 41.65°N 42°Ø